# Villaviciosa de Córdoba
Villaviciosa de Córdoba is een gemeente in de Spaanse provincie Córdoba in de regio Andalusië met een oppervlakte van 469 km². Villaviciosa de Córdoba telt 3.374 inwoners (1 januari 2016).

## Demografische ontwikkeling
Bron: INE, 1857-2011: volkstellingen